# アッシュフォード城
アッシュフォード城 (英語: Ashford Castle) は、何世紀にもわたって拡張され、メイヨー県とゴールウェイ県の境界のコングの近くで5つ星高級ホテルとなった中世の城であり、アイルランドにあるコリブ湖のほとりに建てられている。アッシュフォード城は、ザ・リーディングホテルズ・オブ・ザ・ワールド組織の一員で、以前はギネス家が所有していた。

## 初期の歴史
アッシュフォード城は、1228年にノルマン系イングランド人のバーク家によって、修道院の遺跡の境界に建てられた。
デ・ブルゴス（その後、姓はBurkeまたはBourkeとなった）の所有が3世紀半以上続いた後、デ・ブルゴスの軍隊とコノートの長官であるイングランドの役人リチャード・ビンガム卿らの激しい戦いに続き、アッシュフォードは新しい主人の手に渡った。休戦が合意されて1589年にアッシュフォード城はビンガムのものになった。
ドミニク・ブラウンはブラウン家（オランモア男爵）の出身で、彼は1670年か1678年に勅許で屋敷を受け取った。1715年にブラウン家がアッシュフォードの地所を定め、17世紀フランスの城風の狩猟小屋が建設された。まだ屋根の上に見える双頭のワシは、ブラウン家の紋章を表している。
18世紀末にブラウン家の分家がアッシュフォード城を相続した。19世紀初頭、トーマス・エルウッドという人物がアッシュフォードでブラウン家の代理人を務め、1814年にそこに住んでいるとして記録された。

## ヴィクトリア建築の再建

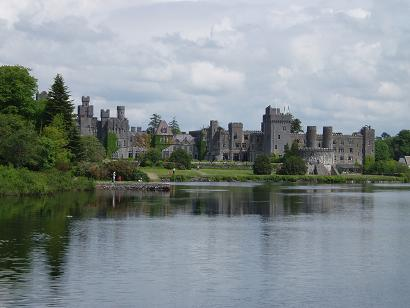
コリブ湖からみたアッシュフォード城

1852年に、屋敷はサー・ベンジャミン・リー・ギネスによって抵当不動産裁判所から購入された。彼は、2つの大きいヴィクトリア朝様式を増築した。 彼はまた屋敷を26,000エーカー (110 km2)広げ、新しい道を作り、数千本の木を植えた。 アッシュフォード城は、ゴールウェイ県についてのサー・ウィリアム・ワイルドの本に記載された。1868年のベンジャミンの死のすぐあと、屋敷は彼の息子アーディロン男爵の手に渡り、彼はネオゴシック様式の建物をさらに広げた。
アーディロン男爵は巨大な森林の造成を監督する熱心な庭師だった。そして、彼はアッシュフォード城の西翼全体を再建し、その設計は建築家ジェームズ・フランクリン・フラーとジョージ・アシュリンによるものだった。新しい建造物は東側の18世紀初頭の一部と西側の2つのデ・ブルゴスの時期に建てられた塔を繋げた。銃眼付きの胸壁が、城全体に加えられた。
彼はまた、いくつかの蒸気船事業を援助した。最も有名な蒸気船はレディー・エグリントン号で、コリブ湖上流の地域の村とゴールウェイ市の間を定期的に往復した。このように、彼は商業を拡大するために地域開拓をした。アッシュフォード城近くのロッホ・マスク・ハウス（キャプテン・チャールズ・ボイコットの家）で起こった小作人の暴動に代表される19世紀末の土地戦争で、彼は小作人による扇動活動の際に多くの人から「進歩的な」地主とみなされた。彼の努力はすべて成功したわけではなかった。特に、「乾いた運河」としても知られているコング運河は、マスク湖とコリブ湖を繋げるために造られたが、水を貯えることができないことが原因で失敗した。このような失敗をしたにもかかわらず、アーディロン男爵と彼の妻で第3代バントリー伯爵の娘であるオリーブによるアッシュフォード城と屋敷に対する愛は深く、それを強く示しているのは、彼が1880年に爵位を授かった時アーディロン男爵の島から名前を得たという事実である。それは、コリブ湖の地所の一部であった。

## ホテル

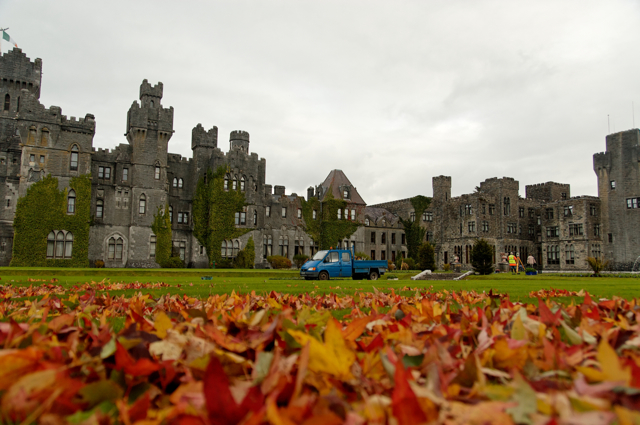
アッシュフォード城の紅葉

アッシュフォード城はアーディロン男爵の甥、アーネスト・ギネスに渡り、1939年にアイルランドの政府に贈られた。
ノエル・ハガードはホテルとして屋敷を開き、そのホテルは釣りや狩猟のような田舎の娯楽の供給として有名になった。ノエル・ハガードの両親は1910年からケリー県のウォーターヴィルでホテル業を営んでおり、彼の孫娘ルイーズとポーラはそこで今日に至るまでザ・バトラー・アームズ・ホテルを経営している。

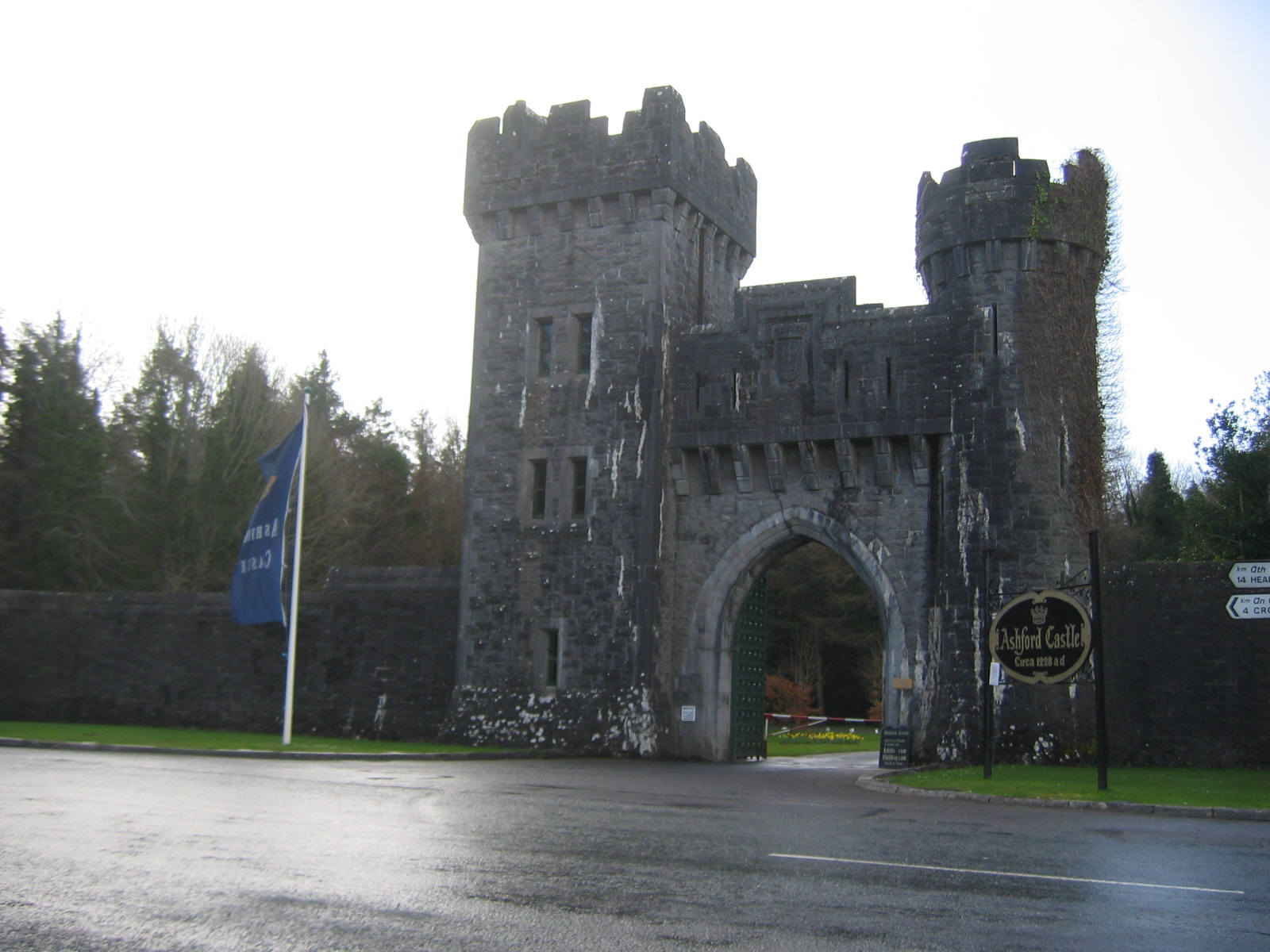
城の敷地への入口の正門

1951年に、映画監督のジョン・フォードはジョン・ウェインとモーリン・オハラが主演する『静かなる男』を撮影するためにアイルランドの西部を訪れた。アッシュフォード城の土地およびコングの近隣は、映画でエピソードの多くの背景として使用された。
1970年に、アッシュフォード城はジョン・マルケイによって購入された。彼は完全な修復と増築を監督した。1970年代初頭に新しい翼を増築して大きさを2倍にし、ゴルフコースを造り、グラウンドと庭を造成した。1985年には、アイルランド系アメリカ人の出資者のグループがアッシュフォードを購入した。そのグループにはチャック・フィニーやトニー・オーライリーも含まれていた。アッシュフォード城は、これらの出資者によって2007年に5000万ユーロでゴールウェイを本拠とする土地投資家のジェリー・バレットと彼の家族に売却された。バレットの広大な地所の貸し付けのいくらかがアイルランド全国財産管理機関（NAMA）によって管理されながら、アッシュフォードはスコットランド銀行(アイルランド)によって融資された。スコットランド銀行は、ホテルがアイルランドのホテル経営会社のティフコホテルグループが経営する企業であり続けたにもかかわらず、2011年11月に地所を財務管理下に置いた 。2012年9月、ホテルはコンデナスト・トラベラーによって、アイルランドで一番の行楽地、そしてヨーロッパで3番目に良いホテルとして投票で選ばれた。
2012年10月にホテルは売りに出され、2007年にバレットが支払った半分の約2500万ユーロの価値が付いた。ホテルは現在83室あり、うち6室はスイートである。アッシュフォード城の土地に別に最上階の13室と30のロッジを造るバレットの計画は終わらなかった。2013年5月、ホテルはいくつかの他のブティックホテルを所有するグループのレッドカーネーションホテルによって、2000万ユーロで購入された。新しい所有者は地所で大規模な改装を計画し、売上はおよそ160の雇用（繁忙期、閑散期には120に減る）が維持されるだろう。管財人によると、アッシュフォード城は管財人管理下にある期間ですら、利益をもたらした。土地の長年のマネージャーであるニール・ロックフォードは、ホテルの残存を確実にするために、職員は20%から30%の減給を受け入れたと語った。

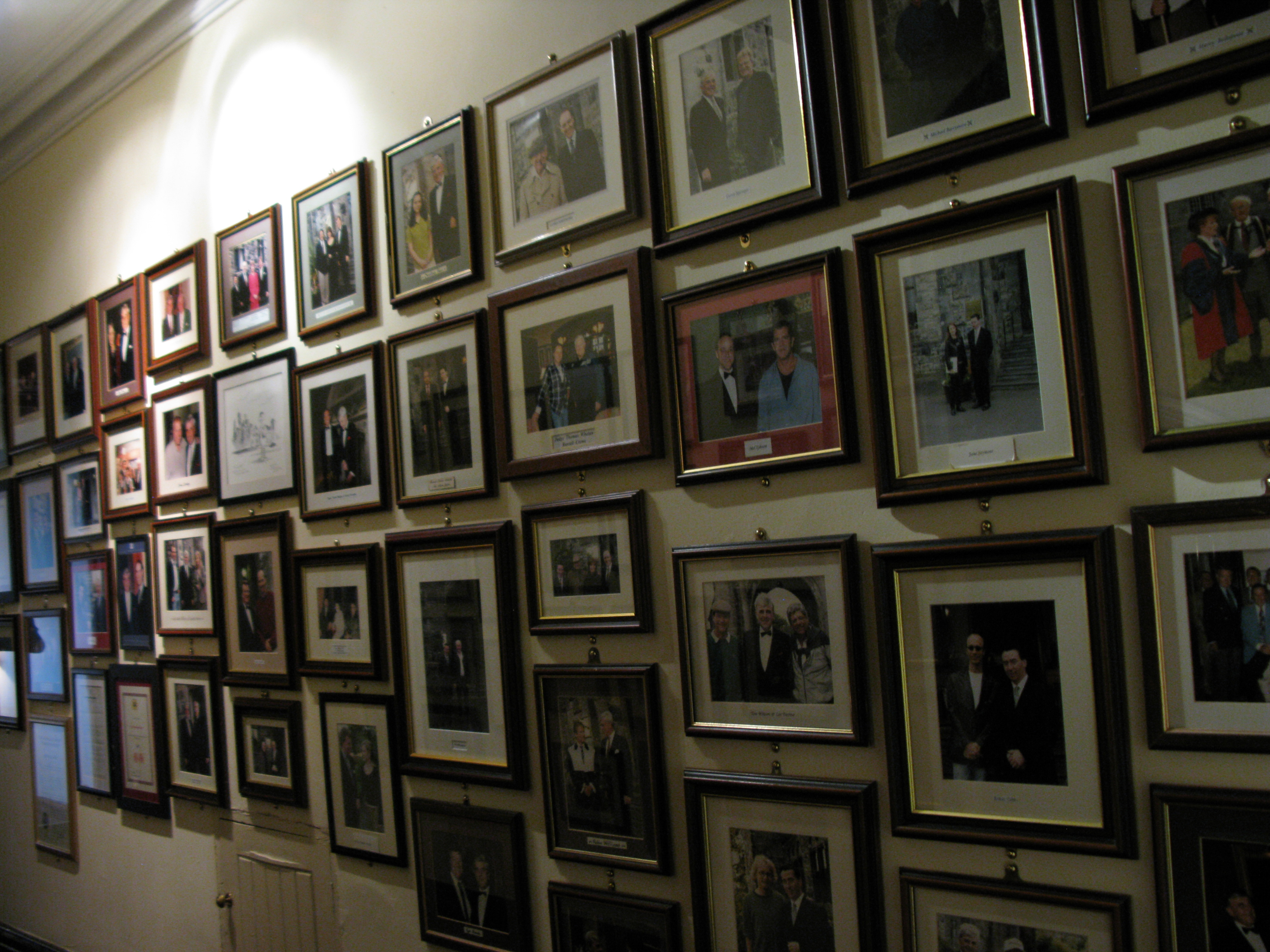
有名な客の写真が2階の回廊の壁に並ぶ

2014年1月、新しい所有者はリゾート地に加える計画で近隣のリズラフレイ・ロッジを得た。アッシュフォード城自体は、1月の初めに始めた主要な改装の後、3月14日に再び開く予定であった。
今日、客の多くはアメリカから訪れ（60%、アイルランドから30%、他の地域から10%）、カリフォルニア州からの客が最大の割合を占める。
アッシュフォード城は主要な改装の後、2015年4月に営業を再開した。820の全ての窓は取り替えられ、新たな主要な屋根を取り付け、その石造部分の目地を塗り直した。約4700万ユーロが地所の再建に使われた。

営業再開時に、アッシュフォード城は多くの有名な客の宿になった。そこには国王ジョージ5世と彼の配偶者メアリー王妃、ジョン・レノン、ジョージ・ハリスン、オスカー・ワイルド（彼の父はサー・ウィリアム・ワイルドで、アッシュフォードの近隣に屋敷を持っていた。そこで作家は彼の子ども時代の多くを過ごした）、ロナルド・レーガン大統領、ウェセックス伯爵エドワード王子、アメリカ上院議員テッド・ケネディ、ジョン・ウェイン、ブラッド・ピット、ピアース・ブロスナン、モナコのレーニエ3世と彼の配偶者グレース公妃が含まれている。

## 2011年通行権論争
2011年9月、ジェリー・バレットは電動の門を取り付けるよう命じた。その後、数世紀続いたアッシュフォード城近くの橋の市民の通行を妨げるために門を閉じた。道路は屋敷に住んでいる家族及び地元の居住者によって毎日使われる。通行権の再制定を求めるアッシュフォード城の管理人への手紙が無視された後、地元の人々やアッシュフォードの居住者など150人のグループは通行権の剥奪に抗議した。グループは地元の市議会議員とドイル・エアランの議員イーモン・オ・キーヴによって連合された。バレットは先に高裁の禁止命令を取得することによって抗議を妨害しようと試みた。